# Plaza España (Bogotá)

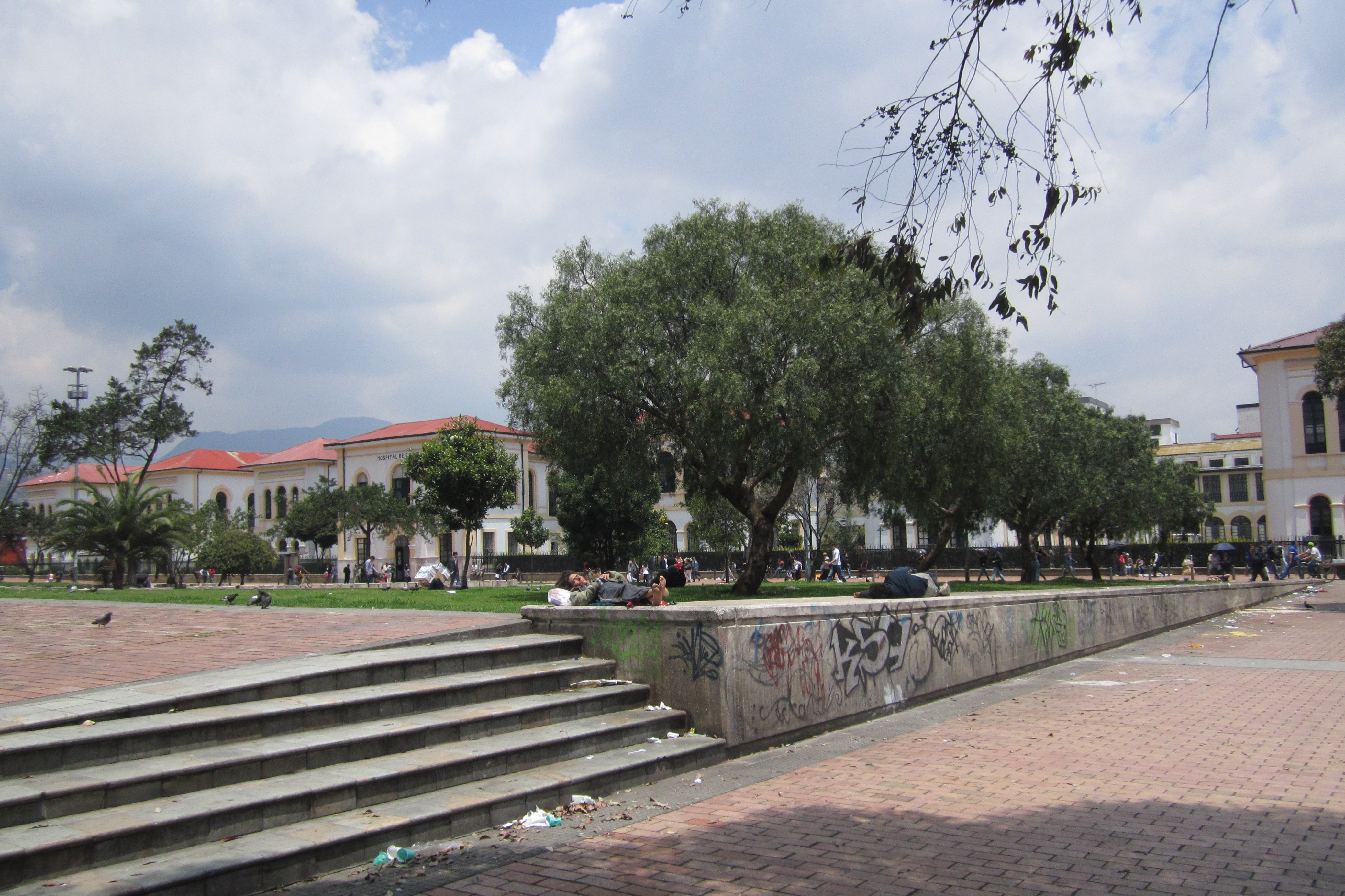
Costado occidental de la plaza España. Al fondo, el hospital San José.

La plaza España se encuentra la localidad de Los Mártires del centro de Bogotá. Antiguamente se llamó de Maderas y lleva el nombre de España desde 1902. Tras el Bogotazo el lugar fue ocupado por el comercio informal. A principios de los años 2000 el lugar fue remodelado. 

## Ubicación y edificios
Se ubica en el barrio Voto Nacional, situado en la zona oriental de la localidad de Los Mártires, entre las carreras 18 y 19 y las calle 10 A y 11.
La plaza España es notable por los edificios que la enmarcan. El hospital San José se encuentra en el costado sur, el Liceo Nacional Agustín Nieto Caballero y la Parroquia Hospital San José al occidente y la fábrica de pastas El Gallo al norte. Al oriente están las casonas republicanas del Voto Nacional.

## Historia
La plaza España se encuentra en el mismo lugar que ocupó la plaza de Maderas, que se inauguró en 1890. En la zona funcionaban otras dos plazas mayoristas de la ciudad de principios del siglo XX: la Peraza, y la Matallana. Comenzó a llamarse plaza España por el Acuerdo 15 que emitió el Concejo Municipal el 3 de mayo de 1902. 

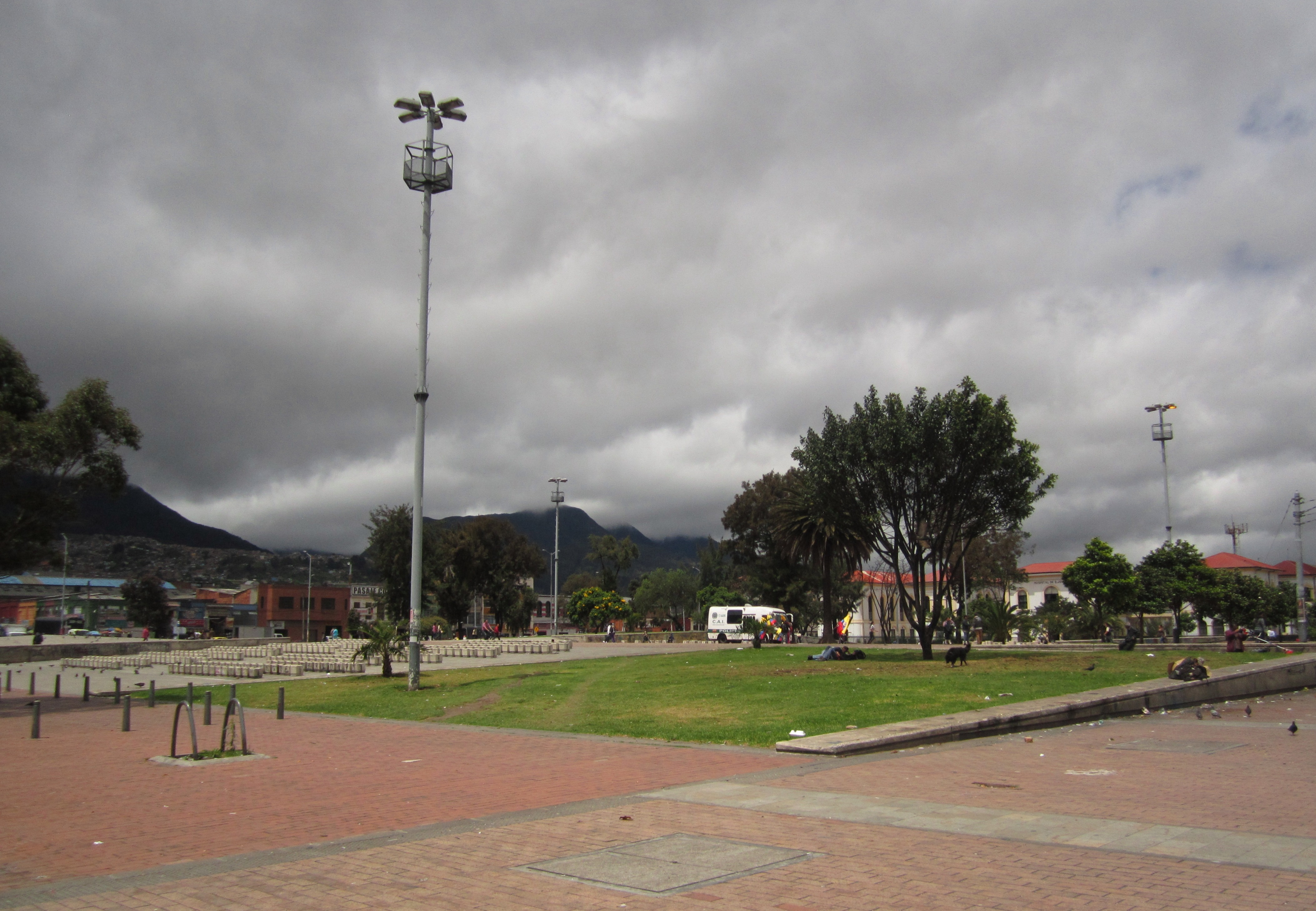
La plaza vista desde el costado norte.

En 1916 se instaló un busto en mármol de Miguel de Cervantes Saavedra, se trazaron jardines, se excavó un lago sobre el cual se construyeron puentes y se alzó una reja en su perímetro.
Tras el Bogotazo del 9 de abril de 1948, y la demolición de la Plaza de Mercado de la Concepción para dar paso a la Carrera Décima, el lugar se deterioró y fue ocupado por los mercaderes, ropavejeros y otros comerciantes informales. Una descripción de la época resalta que "las calles eran invadidas por vendedores ambulantes de alimentos verdes, los andenes eran ocupados por comerciantes detallistas, el desaseo era impresionante y los ladrones andaban como Pedro por su casa". Posteriormente los mercaderes fueron reubicados en Corabastos
En los años 1970 también se desarrolló en sus inmediaciones una terminal de transportes de buses intermunicipales y de rutas que comunicaban el centro de la ciudad con la periferia y con los municipios aledaños. Esta funcionó hasta 1984, cuando se inauguró al occidente de la ciudad la Terminal de Transportes.
En 2004 se llevó a cabo un proceso de rediseño urbano que eliminó el cerramiento, creó amplios andenes y puso en relieve construcciones aledañas.